# Icebreaker (Lied)
Icebreaker ist ein Lied der norwegischen Sängerin Agnete aus dem Jahr 2016. Geschrieben wurde es von ihr selbst in Zusammenarbeit mit Gabriel Alares und Ian Curnow. Agnete hat damit Norwegen beim Eurovision Song Contest 2016 in Stockholm vertreten.

## Hintergrund
Agnete wurde am 19. Januar 2016 als Teilnehmerin am Melodi Grand Prix 2016 bekanntgegeben. Im Finale des Wettbewerbs am 27. Februar 2016 gewann sie mit 166.728 Anruferstimmen. Mit dem Lied ist Agnete beim Eurovision Song Contest in der zweiten Hälfte des zweiten Semifinals angetreten.

## Chartplatzierungen
| ChartsChartplatzierungen | Höchstplatzierung | Wochen |
| ------------------------ | ----------------- | ------ |
| Norwegen (IFPI)          | 11 (4 Wo.)        | 4      |